# ГЕС Агоян
ГЕС Агоян – гідроелектростанція на сході Еквадору. Знаходячись перед ГЕС Сан-Франциско, становить верхній ступінь каскаду на річці Пастаси, котра в свою чергу є лівою притокою річки Мараньйон (ліва твірна Амазонки). 
В межах проекту річку перекрили бетонною гравітаційною греблею висотою 43 метра та довжиною 300 метрів, яка потребувала 18 тис м3 матеріалу. Вона утворила виятгнуте по долині Пастаси на 2 км вузьке водосховище з об’ємом 1,85 млн м3 (корисний об’єм 0,76 млн м3), в якому припустиме коливання рівня між позначками 1645 та 1651 метр НРМ.  
На лівобережжі неподалік від греблі, на глибині 120 метрів, спорудили підземний машинний зал розмірами 50х18 метрів при висоті 34 метра. Ресурс до нього подається через напірний водовід довжиною 158 метрів зі спадаючим діаметром від  5 до 4 метрів, крім того, в системі діє вирівнювальний резервуар висотою 39 метрів з діаметром 6 метрів.
Основне обладнання станції становлять дві турбіни типу Френсіс потужністю по 78 МВт, які працюють при напорі у 155 метрів та забезпечують виробництво 1080 млн кВт-год електроенергії на рік. 
Відпрацьована вода одразу спрямовується у підвідний тунель станції Сан-Франциско.
Видача продукції відбувається по ЛЕП, розрахованій на роботу під напругою 138 кВ.